# Acanthoscelides pedicularius
Acanthoscelides pedicularius är en skalbaggsart som först beskrevs av Sharp 1885.  Acanthoscelides pedicularius ingår i släktet Acanthoscelides och familjen bladbaggar. Inga underarter finns listade i Catalogue of Life.